# 黄河小北干流放淤工程
黄河小北干流放淤工程是利用黄河中游禹门口至潼关河段（即小北干流）两岸滩地，通过“淤粗排细”的技术，拦截和减少从黄土高原流到河里的粗泥沙。工程既减少黄河中下游水库和河道的淤积，又可改良两岸盐碱地。